# Mikołajewo (gmina)
Mikołajewo (początkowo Mikołajewsk, Mikołajów) – dawna gmina wiejska istniejąca do 1945 roku w woj. nowogródzkim/Ziemi Wileńskiej/woj. wileńskim w Polsce (obecnie Białoruś). Siedzibą gminy była wieś Mikołajewo (Mikołajów; 55 mieszk. w 1921 roku). Gmina obejmowała tereny wiejskie wokół Dzisny.
Na samym początku okresu międzywojennego gmina Mikołajów należała do powiatu dziśnieńskiego w woj. nowogródzkim. 13 kwietnia 1922 roku gmina wraz z całym powiatem dziśnieńskim została przyłączona do Ziemi Wileńskiej, przekształconej 20 stycznia 1926 roku w województwo wileńskie.
11 kwietnia 1929 roku do gminy Mikołajów przyłączono część obszaru zniesionej gminy Stefanpol, natomiast część obszaru gminy Mikołajów włączono do gminy Jazno. 
Po wojnie obszar gminy Mikołajewo został odłączony od Polski i włączony do Białoruskiej SRR.

## Demografia
Według Powszechnego Spisu Ludności z 1921 roku gminę zamieszkiwało 9 448 osób, 2 176 było wyznania rzymskokatolickiego, 7 166 prawosławnego, 6 ewangelickiego, 36 staroobrzędowego, 64 mojżeszowego. Jednocześnie 5 233 mieszkańców zadeklarowało polską przynależność narodową, 4 134 białoruską, 9 żydowską, 12 rosyjską, 2 łotewską. Było tu 1 570 budynków mieszkalnych.